# Lancié
Lancié est une commune française, située dans le département du Rhône en région Auvergne-Rhône-Alpes.

## Géographie

### Climat
Pour des articles plus généraux, voir Climat d'Auvergne-Rhône-Alpes et Climat du Rhône.
En 2010, le climat de la commune est de type climat océanique altéré, selon une étude du Centre national de la recherche scientifique s'appuyant sur une série de données couvrant la période 1971-2000. En 2020, Météo-France publie une typologie des climats de la France métropolitaine dans laquelle la commune est exposée à un climat de montagne ou de marges de montagne et est dans la région climatique  Bourgogne, vallée de la Saône, caractérisée par un bon ensoleillement (1 900 h/an), un été chaud (18,5 °C), un air sec au printemps et en été et des vents faibles. 
Pour la période 1971-2000, la température annuelle moyenne est de 12 °C, avec une amplitude thermique annuelle de 18,1 °C. Le cumul annuel moyen de précipitations est de 795 mm, avec 10 jours de précipitations en janvier et 7,1 jours en juillet. Pour la période 1991-2020, la température moyenne annuelle observée sur la station météorologique de Météo-France la plus proche, « Vauxrenard », sur la commune de Vauxrenard à 7 km à vol d'oiseau, est de 9,8 °C et le cumul annuel moyen de précipitations est de 1 003,5 mm,. Pour l'avenir, les paramètres climatiques de la commune estimés pour 2050 selon différents scénarios d'émission de gaz à effet de serre sont consultables sur un site dédié publié par Météo-France en novembre 2022.

## Urbanisme

### Typologie
Au 1er janvier 2024, Lancié est catégorisée bourg rural, selon la nouvelle grille communale de densité à sept niveaux définie par l'Insee en 2022.
Elle est située hors unité urbaine et hors attraction des villes,.

### Occupation des sols
L'occupation des sols de la commune, telle qu'elle ressort de la base de données européenne d’occupation biophysique des sols Corine Land Cover (CLC), est marquée par l'importance des territoires agricoles (90,2 % en 2018), une proportion sensiblement équivalente à celle de 1990 (90,5 %). La répartition détaillée en 2018 est la suivante : 
cultures permanentes (55,4 %), prairies (15,8 %), terres arables (11,1 %), zones urbanisées (9,8 %), zones agricoles hétérogènes (7,9 %). L'évolution de l’occupation des sols de la commune et de ses infrastructures peut être observée sur les différentes représentations cartographiques du territoire : la carte de Cassini (XVIIIe siècle), la carte d'état-major (1820-1866) et les cartes ou photos aériennes de l'IGN pour la période actuelle (1950 à aujourd'hui).

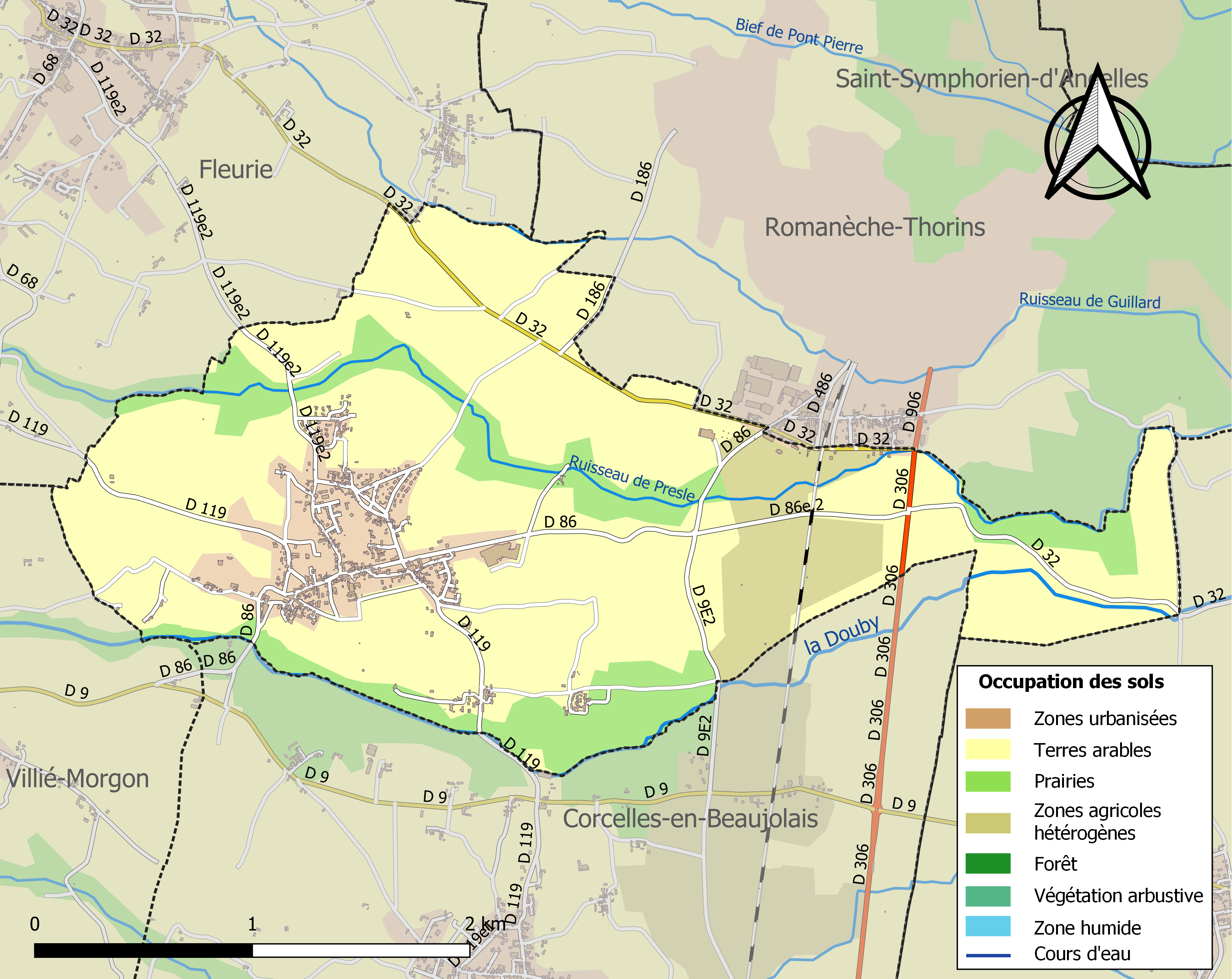
Carte des infrastructures et de l'occupation des sols de la commune en 2018 (CLC).

## Histoire

### De la Préhistoire à l'époque gallo-romaine
Avant l’invasion de la Gaule par les Romains, les habitants du Beaujolais se nommaient les Ségusiaves. C’est en 52 avant Jésus-Christ que la Gaule devient officiellement une province Romaine, Lyon étant désignée comme Capitale des Gaules.
Depuis toujours[Information douteuse], le Beaujolais était habité par des Celtes qui avaient de nombreuses traditions. Nous ne les comprenons toujours pas dans leur globalité.
Ils ont construit de nombreux tumulus dans toute la région, y compris dans la Bresse et dans la Dombes. Les tumulus sont des amas de terre, de débris d’armes ou encore d’ossements permettant de rehausser la hauteur d’un endroit donné.
A Lancié, nous retrouvons un tumulus au Châtelard.
Il est fort probable que les Celtes l’aient utilisé pour communiquer avec les tumulus environnants (Misériat, Saint-Didier-sur-Chalaronne ou encore Riottier, dans le département actuel de l'Ain de l'autre côté de la Saône).
Les tumulus pourraient avoir été érigés afin d’honorer la mémoire d’un chef ou de guerriers. Il est possible qu’une bataille violente ait eu lieu dans la vallée. Ces amas peuvent prendre la forme d’un cône, d’un dôme ou d’une pyramide.
Sous les tumulus qui ont subi des fouilles archéologiques, il n’est pas rare d’y trouver des chambres mortuaires. Cela n’est pas sans rappeler les pratiques de nombreuses civilisations antiques.
Le tumulus du Châtelard, propriété privée laissée à l’abandon depuis bien longtemps, s’élève à une hauteur de 12 mètres. Il est entouré depuis toujours d’une muraille. Une petite cabane (un belvédère) a été construite au sommet de la Poype.
Dans les années 1880, un certain M. Savoye a exploré le tumulus (source : cahier d'écolier lanceron des années 1930). 
Il a montré que le fossé originel était encore reconnaissable au Sud et à l’Est de l’édifice. Sur les pourtours du tumulus, il a récolté de nombreux fragments de vases de l’Âge du Bronze (une époque s’étalant, selon les régions, de 1800 av. J.-C. à 700 av. J.-C.) ainsi que des restes de repas funéraires. L’analyse des alentours du tumulus a également révélé quelques rares instruments en silex taillé (une pointe, trois couteaux et quelques poteries de l’Âge du Fer à bandes impressionnées).
Au début du XXe siècle, des pièces d’or datant des IIIe et IVe siècles auraient été trouvées par hasard. Elles représentaient deux empereurs Romains : Dioclétien et Aurélien.
L’un des propriétaires du Château de Lancié, M. Trône Michel, avait fait creuser un puits vertical afin d’explorer le tumulus : il n’obtint pas de résultat.
Sous les empereurs Romains, le Beaujolais appartenait en partie à la Cité de Lyon et à celle de Mâcon.
À cette époque, la région était parsemée de villas, c’est-à-dire de maisons de maître avec les exploitations agricoles qui les entouraient.
De simples hameaux, plus favorisés que d’autres du fait de leur localisation, commencèrent à attirer la population agricole. Les habitations rurales des paysans se groupent alors autour du noyau primitif et le hameau devient un village.
C’est ainsi que débute l’Histoire de Lancié.

### Moyen Âge
Les écrits les plus anciens autour de Lancié remontent à l’an 942.
Cité à de nombreuses reprises dans le Cartulaire d’Aymard, Lancié était alors le siège d’une viguerie. Un hameau –ou village–, appelé Roliacus, dépendait de la viguerie de Lancié.
Le Cartulaire d’Aymard est un chapitre de l’Ouvrage de Pagus, reproduisant l’ensemble des Cartulaires tenus par les moines de l’Abbaye de Saint-Vincent de Mâcon.
"Sous l’époque Carolingienne (Charlemagne), une viguerie est le siège d’une juridiction civile  et criminelle rendue au nom d’un Comte ou d’un Vicomte. Nous retrouverons des traces des vigueries uniquement dans le Sud de la France (Occitanie) et en Catalogne (Perpignan, Barcelone)."
D’après un autre Cartulaire d’Aymard, l’ager de Lanciacus comprenait les hameaux ou villages d’Arpayé en 954 et d’Alichier en 1031. Arpayé était une commune (un hameau dépendant actuellement de Fleurie, siège de l’Abbaye d’Arpayé gérée par les moines bénédictines de l’Abbaye de Cluny.
À cette époque, un ager représentait une ancienne paroisse.
En 1031, donc, la viguerie de Lancié comprenait Arpayé, Alichier et Roliacus. Malheureusement, nous ne pouvons désigner avec certitude les emplacements des communes d’Alichier et Roliacus. Les vestiges d'Arpayé est située sur le territoire actuel de la commune de Fleurie. Une rue porte son nom, à l'entrée sud-est de Fleurie en provenance de Lancié.
Il est fort probable qu’au XIe siècle, Lancié était le siège d’un château-fort, semblable voire plus imposant que celui de Corcelles-en-Beaujolais. Il était situé au « Châtelard ». 
Les seuls vestiges encore visibles de ce château sont les murs d’enceinte (sud) qui longent l'église du village.
Le Cartulaire de Saint-Vincent (Charte 627 de 1167 à 1184) évoque le nom de Stéphanus de Lanciacus, cité comme témoin lors d’un procès.
Nous retrouvons également un personnage du nom d’Etienne de Lancié (1151) dans le tableau des fiefs de l’Atlas de Debombourg.
Les seigneurs voisins de Lancié se nommaient :
- Bernard de Corcelles (1096) ;
- Martin de Fleurie (1173) ;
- Robert de Chiroubles (1173).
Lancié serait l’un des plus anciens villages du Beaujolais.
Au cours des XIIIe et XIVe siècles, Lancié appartenait au Diocèse de Mâcon alors que Corcelles était rattachée au Diocèse de Lyon. La rivière passant au bas du Châtelard (le Douby) n’était-elle pas une frontière administrative délimitant le Beaujolais ? La configuration des deux châteaux médiévaux qui se faisaient face, l’un à Lancié et l’autre à Corcelles, le laisse penser.
Il existe peu de documents permettant de retracer l’histoire de Lancié, autre que ledit cartulaire cité à plusieurs reprises.
Lancié n’était pas un village du Beaujolais comme les autres, puisque partagé entre plusieurs pays/diocèses/comtés. Tous les habitants dépendaient néanmoins du même clocher, celui de Saint-Julien.
La commune a d’abord été partiellement soumise à la domination des Sires de Beaujeu avant de rentrer officiellement sous sa tutelle complète lorsqu’Edouard II dû céder ses terres aux Sires de Beaujeu.
La Guerre de Cent Ans(le Beaujolais a été envahi par les bandes Anglo-navarraises), les pillages -résultant du passage des Ecorcheurs- et les différents épisodes de la peste noire (entre 1348 et 1433) ont rendu la région inhospitalière pendant longtemps. Au printemps 1439, le roi Charles VII visite le Beaujolais. Il trouve des gens "qui estoient plusieurs malades, a pié et desarmez tellement que se estoit grant hydeur de les veoir".
C’est seulement à la fin du XVIe siècle que l’on retrouve de nouveaux écrits concernant Lancié.

### L'Ancien Régime
Dans la seconde moitié du XVIe siècle, une révolte éclate en Beaujolais.
Le peuple n’arrivant plus à vivre, il s’en prend à la bourgeoisie qui n’en finit plus de vivre grassement, au goût des paysans..
Lancié, comme l’ensemble des villages du Beaujolais, a très mal vécu l’arrivée des idées protestantes. Le baron des Adrets (un capitaine protestant des guerres de Religion) semait alors la terreur dans la région. Belleville a été incendiée en 1567.
En 1568, l’ensemble des diocèses et villages a subi le même sort. Les archives de la quasi-totalité des églises et monastères ont alors été saccagées.
Le 8 décembre 1585, le duc de Bouillon, commandant de 200 Huguenots, a capitulé à Lancié face au duc d’Epernon, alors représentant du roi de France.
En 1573, la peste a décimé l’ensemble de la population de Beaujeu. L’épidémie a repris dans la région en 1581 puis en 1585.
Il serait délicat et très laborieux de résumer les nombreux découpages que les habitants de Lancié ont subis jusqu’à la Révolution -leurs terres, et une grande partie des récoltes, appartenant tantôt aux seigneurs de Beaujeu, tantôt à ceux du Mâconnais, tantôt au seigneur de Corcelles. Lancié était parfois divisée en 2 ou 3 parties.
En 1670, par exemple, les mas des Bonnerues et des Tourniers dépendaient de la justice du seigneur de Corcelles mais payaient la dîme au diocèse de Tournus. Une maison du hameau des Trions dépendait également du diocèse de Tournus quand l’autre, presque mitoyenne, dépendait du diocèse de Lyon.
De nombreuses bornes existaient, permettant à chacun de se repérer. Elles n’existent plus actuellement.
À cette période, la commune était sans doute très peuplée. Entre 1649 et 1659, elle a enregistré 177 baptêmes, 59 décès et 30 mariages.
La seule année 1694, le curé a célébré 33 baptêmes et 21 décès (dont 10 de moins de 30 ans et 2 de personnes âgées de plus de 70 ans).

### La Révolution française: doléances
A cette période, comme partout dans le royaume de France, la misère était grande.
Les habitants étaient sans hygiène.
Entre 1776 et 1790, Lancié a enregistré 266 décès :
- 69 de moins d’un an ;
- 36 de un à deux ans ;
- 34 de deux à dix ans ;
- 10, de dix à vingt ans.
Les personnes de moins de 20 ans représentent plus de la moitié des décès.
Néanmoins, une femme serait morte à 108 ans.
Pendant la même période, on compte 105 mariages et 328 naissances, pour une population estimée à 770 habitants.
Cahier de doléances de Lancié
Les cahiers de doléances sont des registres dans lesquels les assemblées chargées d’élire les députés aux États généraux notaient vœux et doléances. Les plus connus sont ceux de 1789 mais cette pratique remonte au XIVe siècle.
Voici de quelle manière commence le Cahier des doléances de 1789, relevées pour la commune de Lancié :
« Nous ne serions nous occuper ici de toutes les plaintes que nous et les autres habitants des campagnes aurions à faire ; nous ne finirions pas si nous entrions dans le détail circonstancié de ces doléances, si nous voulions expliquer comment et de quelle manière nous sommes surchargés d’impôts de différentes espèces, dans combien de circonstances nous sommes vexés et quelles en sont les causes ; il nous suffit de dire qu’il n’est pas un des articles dont nous allons demander l’admission qui n’annonce par lui-même qu’il est urgent de réprimer les anciens usages. »
Un résumé des 23 articles présents dans ce Cahier des Doléances :
- art. 1 : ériger les Provinces de Lyonnais, Forez et Beaujolais en États provinciaux, avec une représentation plus équitable des Trois Ordres (la moitié pour la Noblesse et le Clergé et l’autre moitié pour le Tiers-État) ;
- art. 3 : convoquer les États Généraux chaque année pendant un mois afin de régler les affaires de l’année précédente et celles de l’année suivante. Rendre les comptes publics ;
- art. 6 : le Président et autres membres desdits États provinciaux seront amovibles, ne pourront rester plus de 4 ans en place ni être réélus qu’après un intervalle de même temps ;
- art. 12 : que toutes les impositions de tailles accessoires, capitation, vingtièmes ; étapes et autres généralement sous quelle dénomination qu’elles existent seront éteintes et supplées par un impôt unique qui sera réparti également sur les trois ordres, chaque individu contribuant à son acquit à raison de ses propriétés et facultés sans exemption pécuniaire ;
- art. 16 : que les campagnes ne contribueront pas aucunement aux constructions et réparations des quais, ponts, édifices et ouvrages d’utilité publique et d’embellissement qui seront faits dans l’intérieur des villes dont le luxe ne doit pas tourner au détriment des campagnes ;
- art. 20 : que les décimateurs seront chargés et tenus des réparations des églises et presbytères des paroisses sur lesquels ils perçoivent lesdites dîmes et des frais de fonte des cloches.
- art. 22 : nous demandons que les États généraux soient périodiquement assemblés, tous les six ans et que l’impôt auquel consentira la prochaine assemblée n’ait lieu que jusqu’à l’époque fixée pour celle qui doit suivre ;
- art. 23 : que dans les concours des assemblées des trois ordres réunis, les voix et suffrages seront recueillis par tête et non par ordre, autrement le Tiers-État ne prendra aucune libération.
Signé : Versaut, Roujon, Depardon, Baritel, Guillot, Broquet, B. Chameras.
Le Château-fort de Lancié aurait été détruit dans la période de la Révolution française.

## Politique et administration
| Période                                  | Période  | Identité       | Étiquette | Qualité                                                                     |
| ---------------------------------------- | -------- | -------------- | --------- | --------------------------------------------------------------------------- |
| 1995                                     | 2008     | Colette Cottet | UMP       | Directrice de service d'aide à domicile Suppléante du député Bernard Perrut |
| mars 2008                                | En cours | Jacky Menichon | MR        | Président de la communauté de communes Saône Beaujolais depuis 2020         |
| Les données manquantes sont à compléter. |          |                |           |                                                                             |

## Population et société

### Démographie
L'évolution du nombre d'habitants est connue à travers les recensements de la population effectués dans la commune depuis 1793. Pour les communes de moins de 10 000 habitants, une enquête de recensement portant sur toute la population est réalisée tous les cinq ans, les populations de référence des années intermédiaires étant quant à elles estimées par interpolation ou extrapolation. Pour la commune, le premier recensement exhaustif entrant dans le cadre du nouveau dispositif a été réalisé en 2007.

En 2022, la commune comptait 1 082 habitants, en évolution de +6,08 % par rapport à 2016 (Rhône : +3,93 %, France hors Mayotte : +2,11 %).
| 1793 | 1800 | 1806 | 1821 | 1831 | 1836 | 1841 | 1846 | 1851 |
| ---- | ---- | ---- | ---- | ---- | ---- | ---- | ---- | ---- |
| 760  | 721  | 799  | 934  | 929  | 921  | 905  | 899  | 925  |

| 1856 | 1861 | 1866 | 1872 | 1876 | 1881 | 1886 | 1891 | 1896 |
| ---- | ---- | ---- | ---- | ---- | ---- | ---- | ---- | ---- |
| 843  | 853  | 865  | 884  | 874  | 775  | 710  | 698  | 725  |

| 1901 | 1906 | 1911 | 1921 | 1926 | 1931 | 1936 | 1946 | 1954 |
| ---- | ---- | ---- | ---- | ---- | ---- | ---- | ---- | ---- |
| 780  | 737  | 717  | 627  | 560  | 556  | 576  | 513  | 471  |

| 1962 | 1968 | 1975 | 1982 | 1990 | 1999 | 2006 | 2007 | 2012 |
| ---- | ---- | ---- | ---- | ---- | ---- | ---- | ---- | ---- |
| 446  | 512  | 537  | 538  | 581  | 671  | 713  | 719  | 903  |

| 2017  | 2022  | - | - | - | - | - | - | - |
| ----- | ----- | - | - | - | - | - | - | - |
| 1 021 | 1 082 | - | - | - | - | - | - | - |

### Manifestations culturelles et festivités
La 14ème édition du marathon international du beaujolais en 2018 ! le 17 novembre 2018|Dégustation de beaujolais sur la place des PASQUIERS et encouragements des coureurs

## Culture locale et patrimoine

### Lieux et monuments
- Église Saint-Julien datant du XIIe siècle, rénovée en 1997.
- Château du Châtelard, construit à l'emplacement d'une ancienne forteresse médiévale détruite pendant la Révolution française. Les seuls vestiges sont des remparts qui longent l'église Saint-Julien.
- Poype du Châtelard, vue panoramique de 360° sur les crus du Beaujolais, vue splendide sur le château de Corcelles-en-Beaujolais, datant du XIVe siècle. Cette forteresse est encore à l'heure actuelle dotée de ses donjons, oubliettes, herse…
- Une légende prétend qu'un souterrain rejoindrait l'ancien château de Lancié et celui de Corcelles, distants de quelques centaines de mètres. Ce souterrain passerait par la poype du Châtelard et le pigeonnier, un bâtiment atypique ayant servi à la communication dans le vignoble beaujolais. Dans le cadre des légendes, un trésor mythique serait enfoui au pied d'une des collines du village de Lancié.
- Vieille porte datant de 1632, au lieu-dit la Merlatière.

### Personnalités liées à la commune
- Jean-Marie-Philippe Sauzey (31 décembre 1784, Lancié - 25 mai 1868, Lyon), homme politique, représentant de l'arrondissement de Villefranche à la Chambre des Cent-Jours.